# Aquakultur

Werden Zuchtfische in Netzen oder Käfigen gehalten und aktiv gefüttert 1, überdüngen ihre Ausscheidungen in der Regel die Umgebung (Eutrophierung). Verhindert werden kann dies, wenn weitere Organismen in Strömungsrichtung 2 gehalten werden, welche die Ausscheidungen verwerten. In Käfigen gehaltene Garnelen, Krebse oder Seegurken 3 fressen absinkende Kot- und Futterpartikel. Muscheln 4 filtern kleinere Partikel heraus. Und deren Ausscheidungen kommen wiederum den Algen und Wirbellosen zugute.

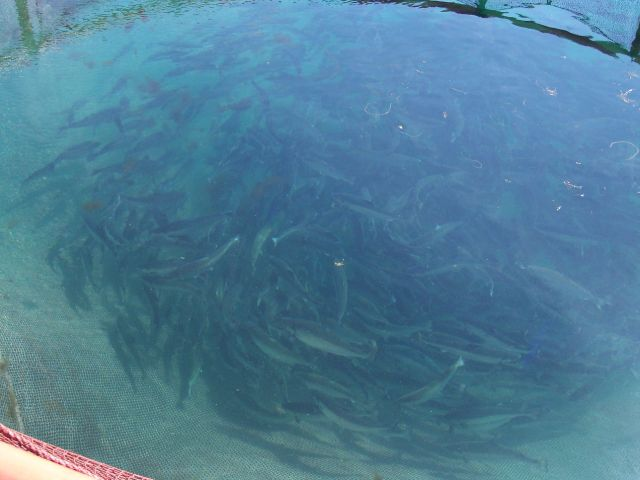
Eine Lachszucht in Norwegen

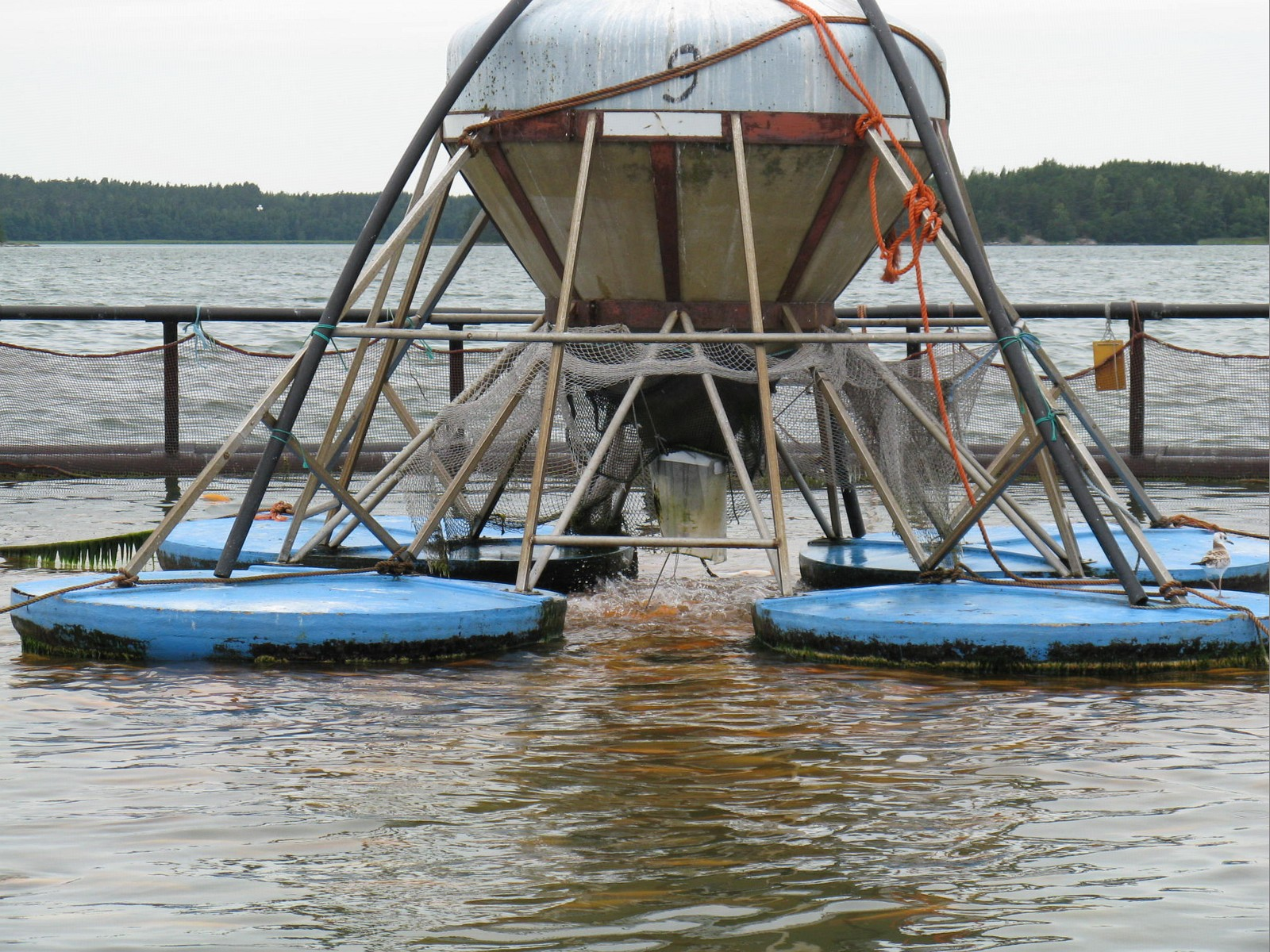
Fütterungsautomat in Finnland

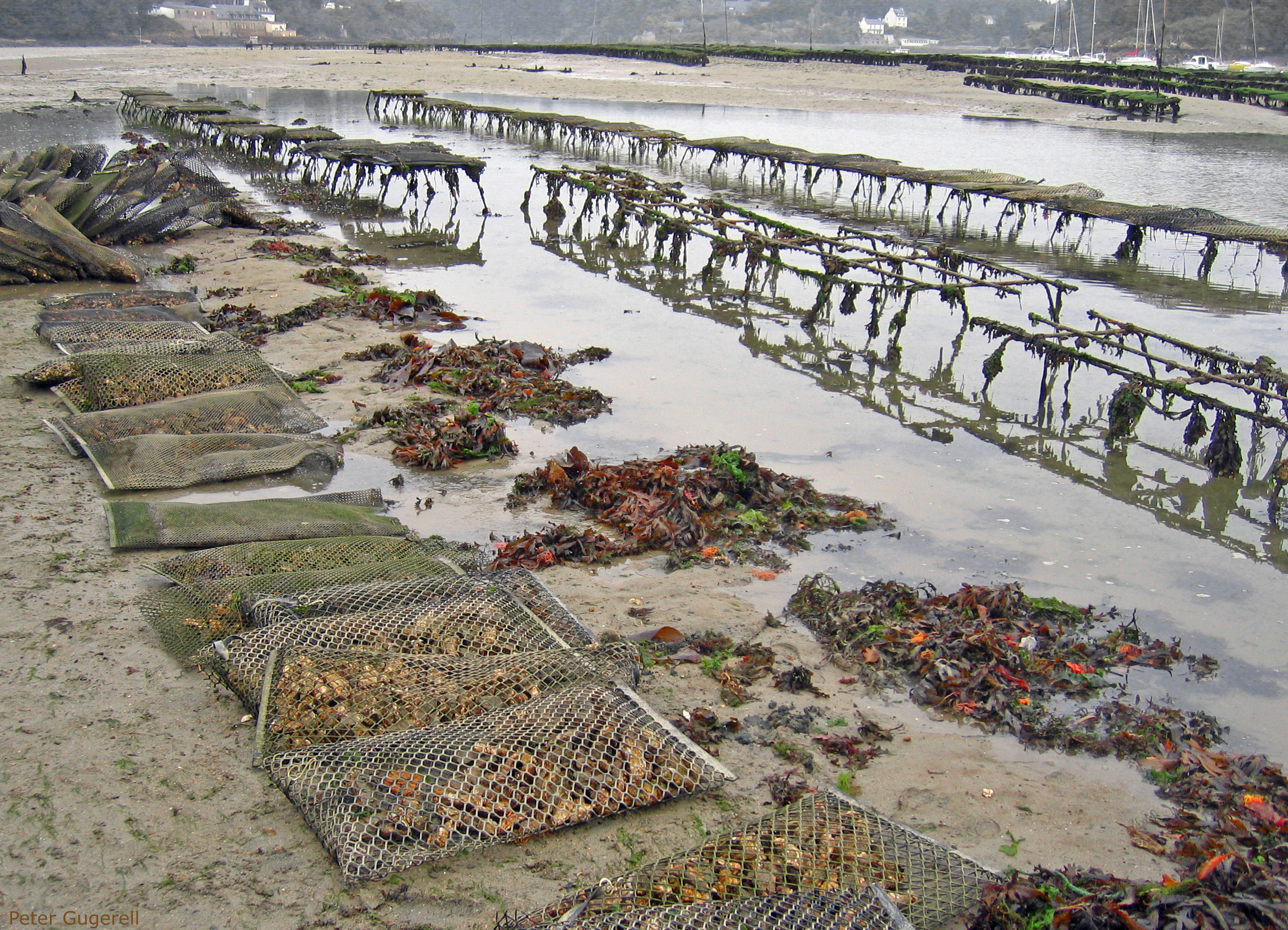
Austernkultur am Bélon, Frankreich

Aquakultur oder Aquafarming ist die kontrollierte Aufzucht von aquatischen, also im Wasser lebenden Organismen, insbesondere Fischen, Muscheln, Krebsen und Algen. Allen in Aquakultur produzierten Organismen gemein ist die Zuordnung zu einem Besitzer. So unterscheidet sich die Aquakultur vom klassischen Fischfang in öffentlichen Gewässern.
In den letzten Jahrzehnten haben Nahrungsmittel aus Aquakultur, unter anderem wegen der Überfischung von Wildbeständen, zunehmend an Bedeutung gewonnen. Nach Angaben der Ernährungs- und Landwirtschaftsorganisation der Vereinten Nationen lag der weltweite Jahresertrag im Jahr 2020 bei über 122,6 Mio. t. In Aquakulturen wurden 2020 insgesamt 57,5 Mio. t Fisch, ca. 18 Mio. t Weichtiere, rund 11 Mio. t Krebstiere sowie etwa 35 Mio. t Algen und weitere Wasserorganismen produziert.

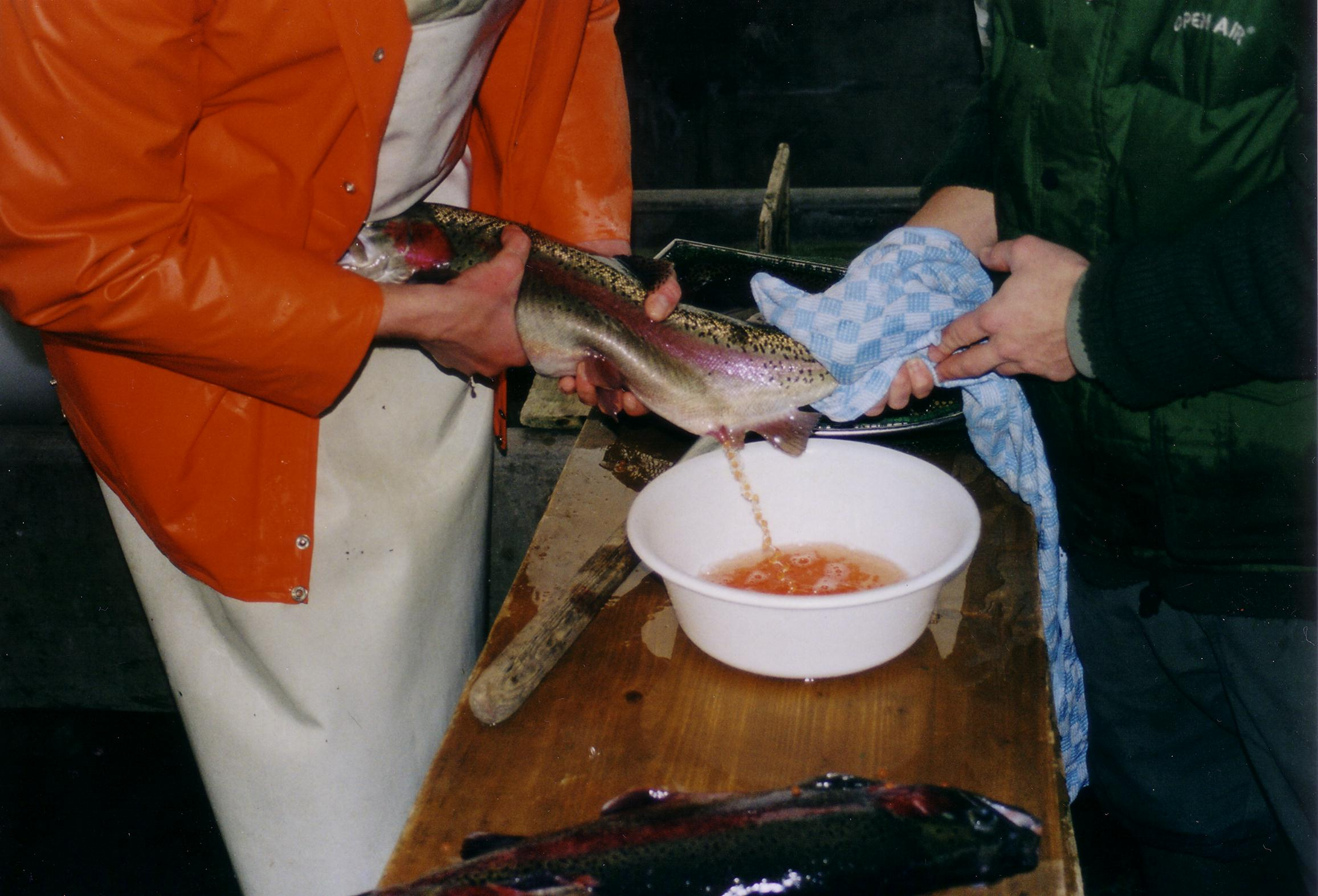
Abstreifen eines Rogners

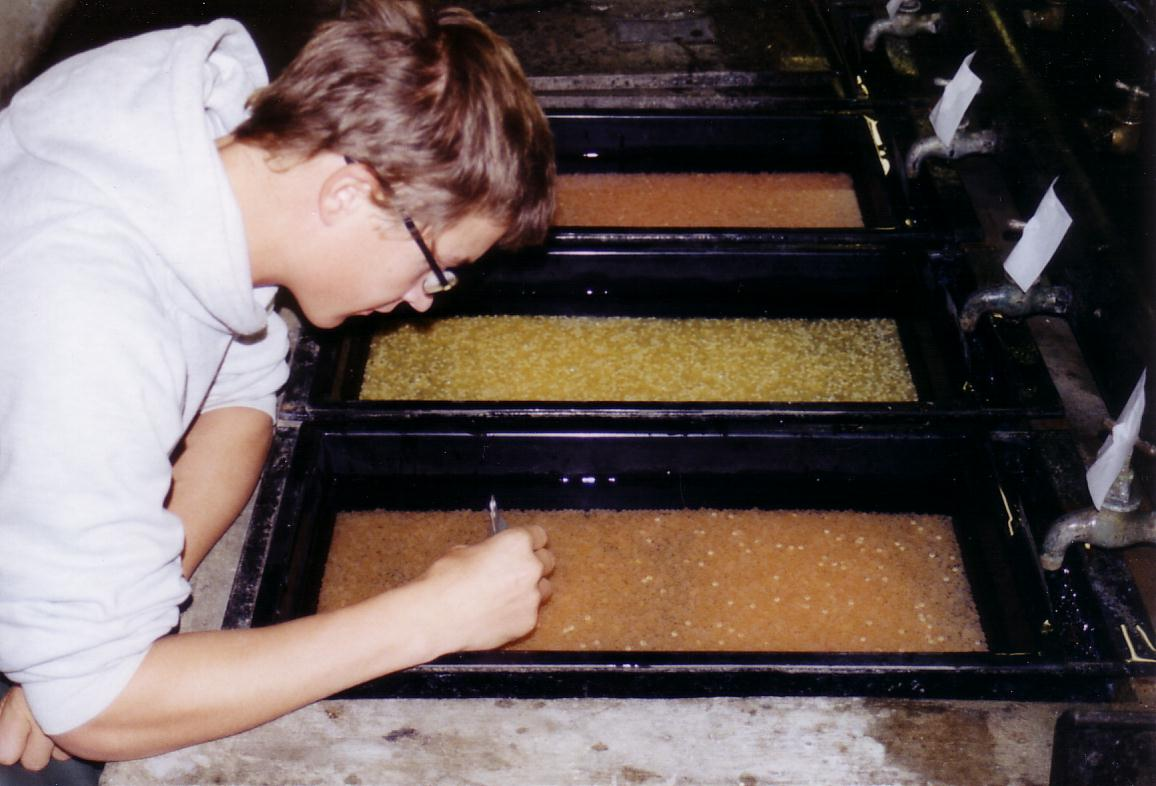
Aufzuchtbecken für Fischeier

Die weltweiten Hauptaktivitäten im Bereich der Aquakultur lassen sich in drei Bereiche untergliedern:
- Fisch-, Muschel-, Garnelenzucht und anderes (Mast) für die Nahrungsmittelindustrie, z. B. Austernzucht
- Mikro- und Makroalgenzucht für die chemische, pharmazeutische und lebensmitteltechnische Industrie sowie den Futtermittelmarkt
- Setzlingszucht für die Fischzucht, zur Arterhaltung oder zum Besatz von Angelgewässern sowie für die Aquaristik

## Verfahren

### Teichwirtschaft
Klassisch und auf dem europäischen Festland am meisten verbreitet sind Aquakulturanlagen in fließenden oder stehenden Gewässern unter freiem Himmel. Die Haltung in Teichen mit stehendem Wasser ist typisch und angebracht für Fische, die von Natur aus ruhige Gewässer bevorzugen (z. B. Karpfen, Schleien, Zander, Hecht). Dagegen werden Fische, die an Fließgewässer mit hohem Sauerstoffgehalt und niedrigen Temperaturen angepasst sind (z. B. Forelle, Äschen, Seesaibling, Bachsaibling) sowie Saiblingskreuzungen (Elsässer), klassisch in durchströmten länglichen Teichen gehalten (mindestens dreifacher Wasseraustausch pro Tag). Seit den 1970er-Jahren verbreitet sich die Haltung in Fließkanälen (englisch raceways). Fließkanäle sind künstliche Bachläufe mit festen Seitenwänden und laminarer Strömung des Wassers zum optimalen Wasseraustausch.

### Aquakultur in natürlichen Gewässern
In Südostasien, vor allem in Vietnam am Unterlauf des Mekong, ist die Aufzucht von Pangasius in schwimmenden Käfigen für den lokalen Markt weit verbreitet. Gefüttert wird der vergleichsweise anspruchslose Fisch zum Teil mit Neben- oder Abfallprodukten aus der Land- und Hauswirtschaft wie Reismehl und Gemüseresten.

### Aquakultur im Meer

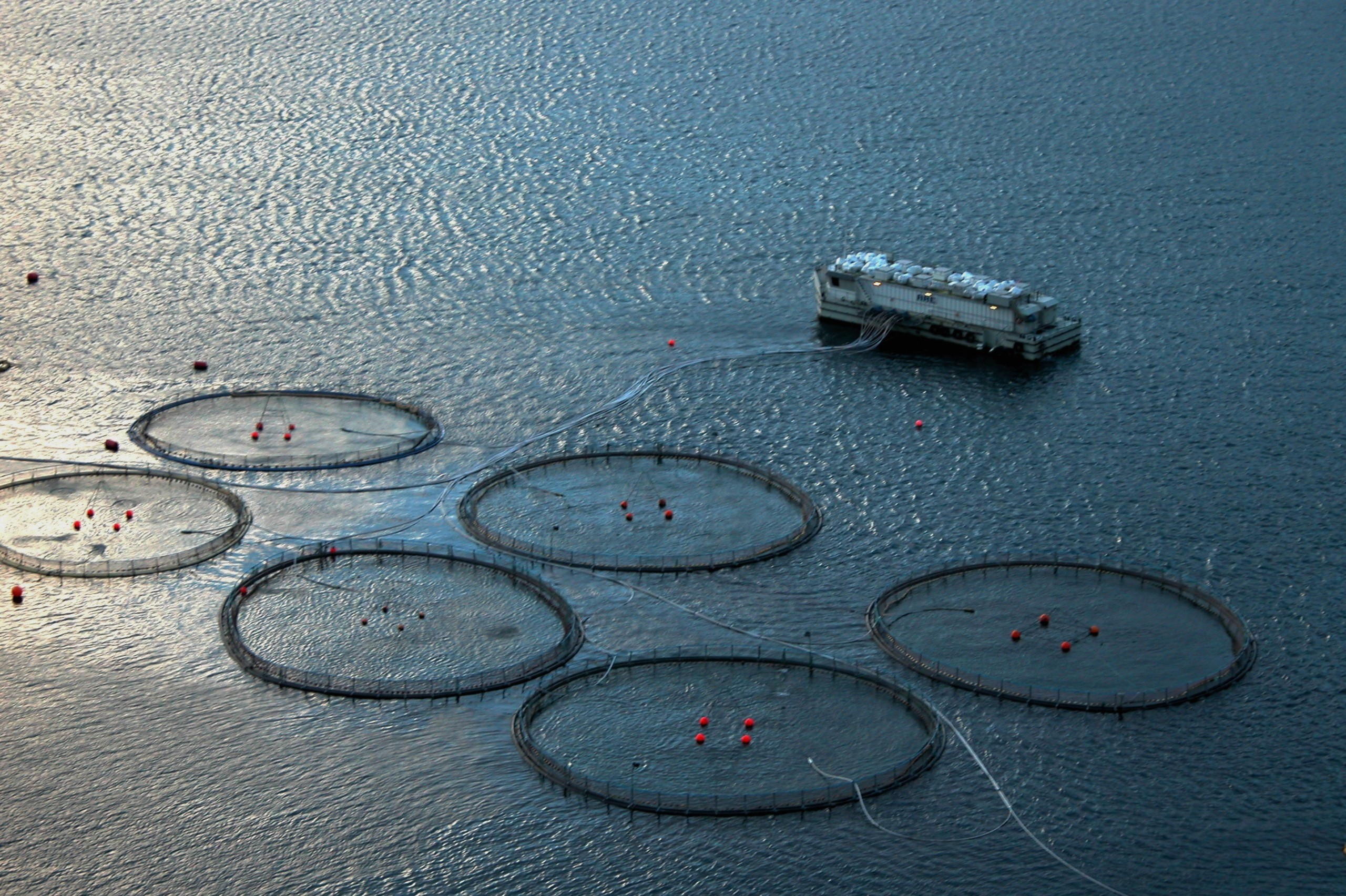
Aquakultur zur Aufzucht von Lachs vor Vestmanna/Färöer

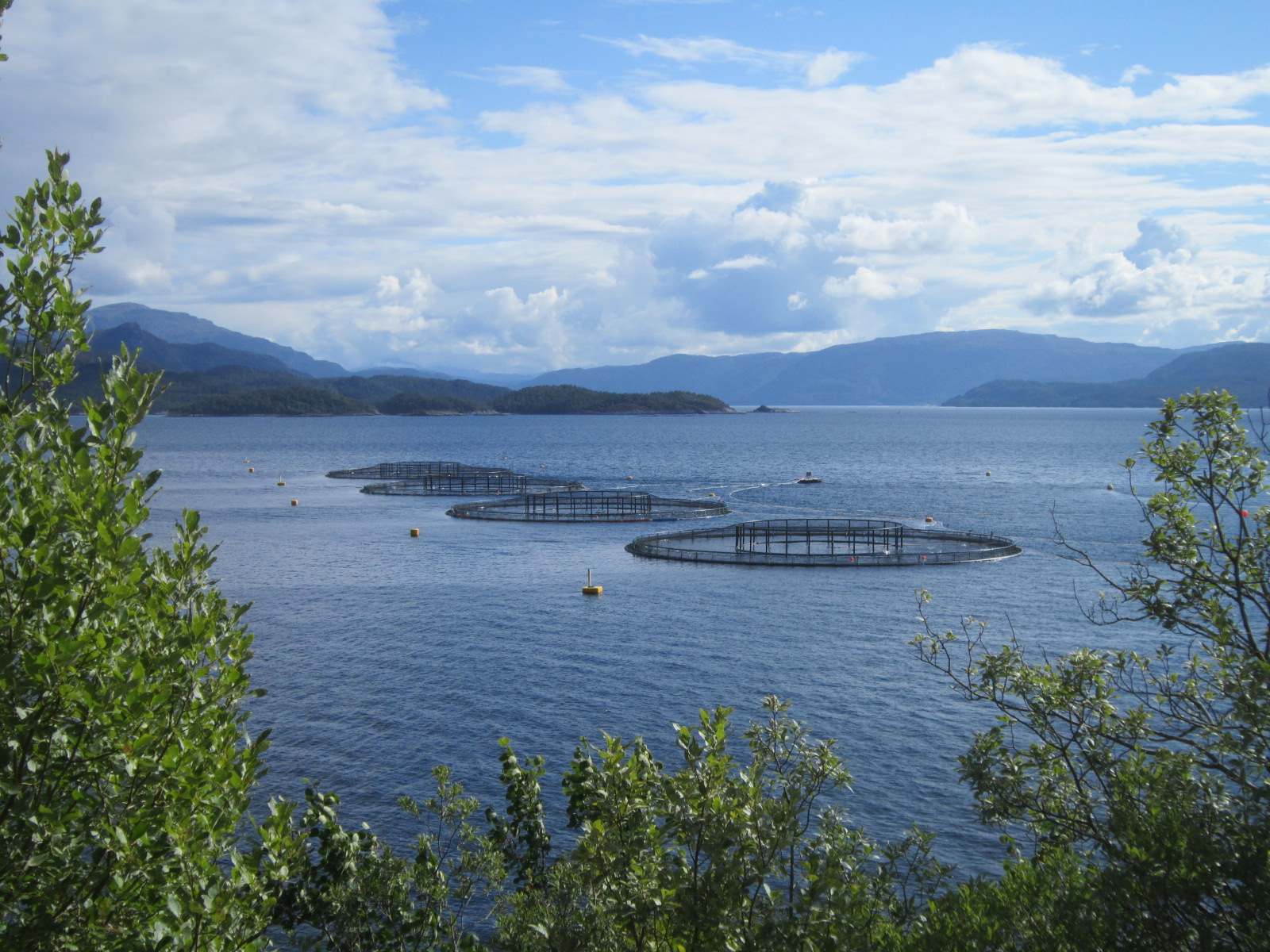
Lachs-Aquakultur in Norwegen

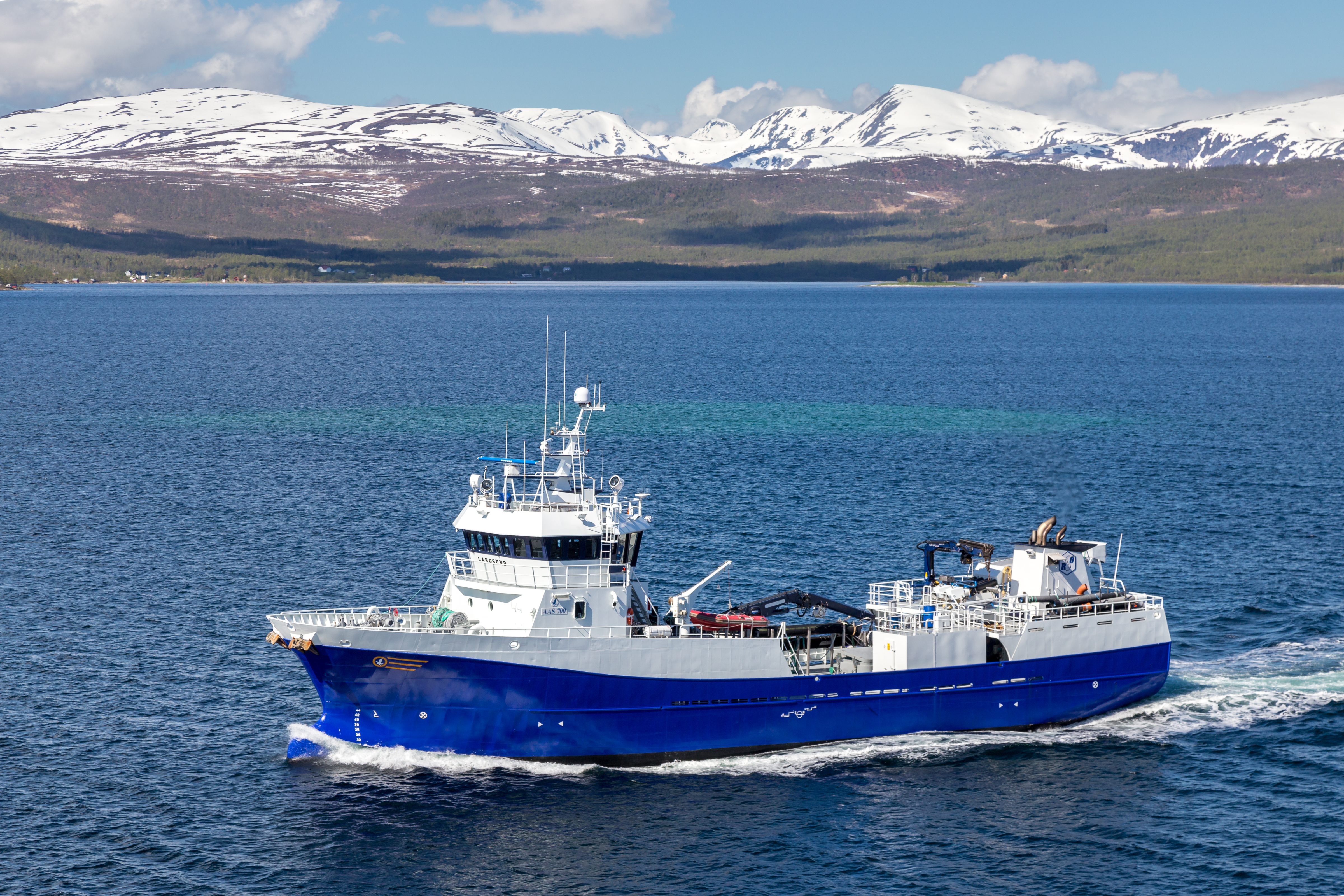
Aquakultur: Tankschiff für lebende Fische in Nordnorwegen

Dieses Verfahren basiert oft auf Netzgehegen im freien Meer oder in Buchten (z. B. Lachse in den norwegischen Fjorden). Teilweise basiert sie auch auf Schwimmkörpern aus Holz und anderem.

### Geschlossene Kreislaufsysteme
Seit einigen Jahrzehnten wird versucht, sogenannte geschlossene Kreislaufanlagen zu betreiben, um von Umwelteinflüssen und vom hohen Wasserverbrauch möglichst unabhängig zu werden. Viele Anlagen wurden jedoch wieder geschlossen wegen der kostenintensiven Wasseraufbereitung und dem daran gekoppelten hohen Energieverbrauch sowie wegen mangelnder Stabilität der erreichten Wasserbeschaffenheit. Dieses Problem scheint allerdings langsam gelöst zu sein. So wurde nun ein Kultursystem entwickelt, das die gesamte Wasseraufbereitung im Tank integriert durchführt, das integriert-rezirkulierende Aquakultur-System (IRAS). Dadurch wird der Energiebedarf minimiert und Kosten gesenkt. Die benötigte Wärmeenergie steht an vielen Orten, zum Beispiel durch Biogasanlagen, ungenutzt zur Verfügung. Durch derartige Systeme wird es in Zukunft möglich sein, Fischprodukte ökonomisch an nahezu jedem Ort der Welt herzustellen. Im September 2018 wurde in der Schweiz zum ersten Mal Lachs aus einer Kreislaufanlage in Lostallo geerntet. Nach den Richtlinien der ökologischen Aquakultur dürfen Kreislaufanlagen nicht für die Fischhaltung, sondern nur für Brutstationen oder für die Erzeugung von ökologischen Futterorganismen genutzt werden.

#### Aquaponik
Aquaponik (Kofferwort aus Aquakultur und Hydroponik) ist eine Sonderform der geschlossenen Aquakultur in Kreislaufsystemen und beschreibt ein gemischtes Nutzungssystem aus Fischhaltung und Pflanzenproduktion in einem anorganischen Substrat. Es handelt sich dabei um einen geschlossenen Nährstoffkreislauf, welcher in automatisierten Abläufen bewirtschaftet wird.

## Arten

### Fische

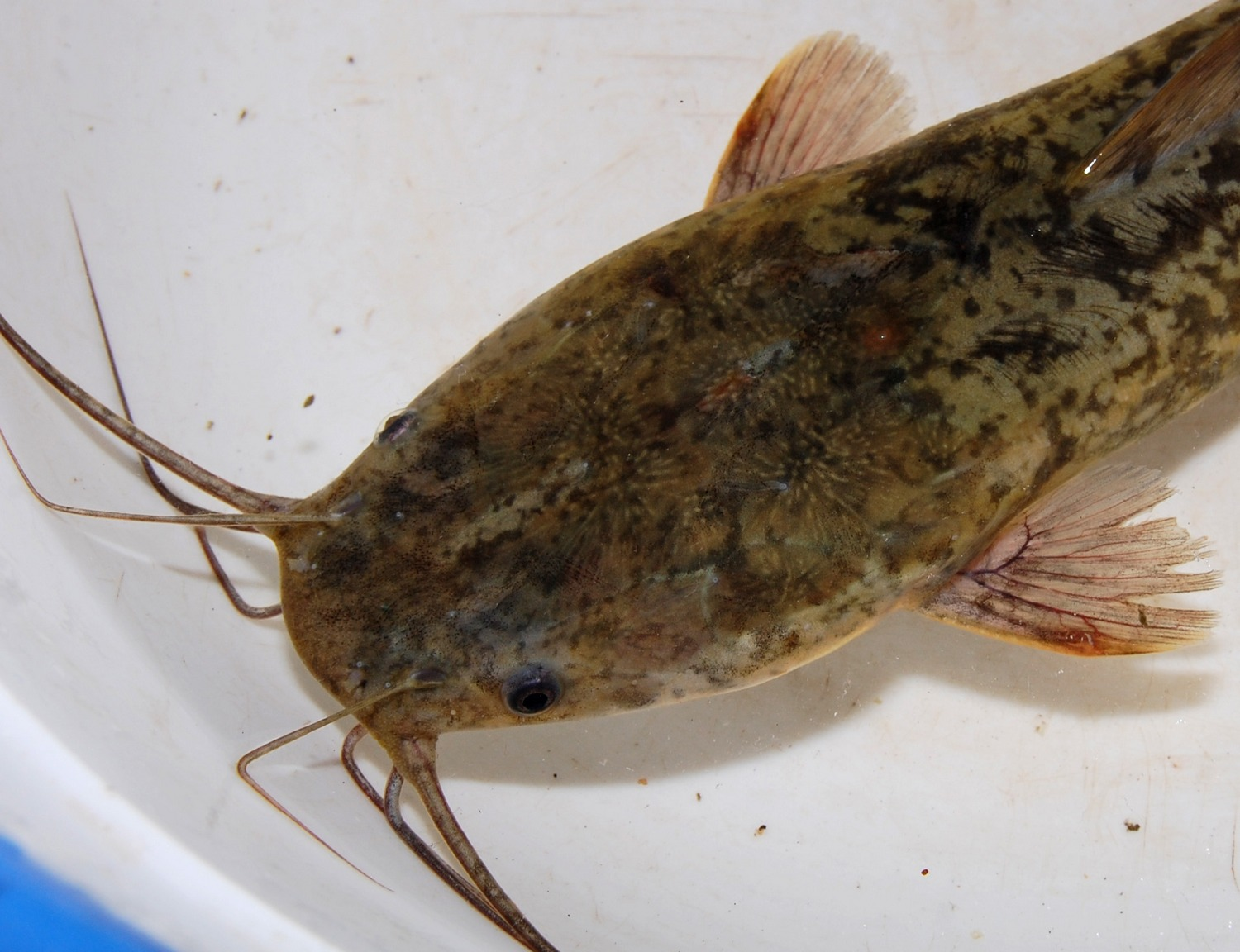
Afrikanischer Wels

Rund 150 Fischarten werden in Aquakultur gezüchtet, einige der wichtigsten sind:
- Aal (Anguilla anguilla)[7] (es werden nur gefischte Glasaale aufgezogen, Aale laichen in der Tiefsee, eine Zucht vom Ei bis zum ausgewachsenen Fisch ist deshalb unmöglich)
- Afrikanischer Raubwels (Clarias gariepinus)[7]
- Atlantischer Lachs (Salmo salar)[8]
- Pazifischer Lachs (Oncorhynchus sp.)[9]
- Buntbarsche (Tilapia[7], insbesondere der Nil-Buntbarsch Oreochromis niloticus)[10]
- Riesenbarsche (wie der Barramundi Lates calcarifer[7])
- Streifenbarsch (Kreuzung: Morone saxatilis x M. chrysops)
- Wolfsbarsch (Dicentrarchus labrax)
- Dorade (Sparus aurata)[11]
- Forelle (Salmo trutta)[7]
- Karpfen (Cyprinus carpio)[7][12]
- Graskarpfen (Ctenopharyngodon idella)
- Silberkarpfen (Hypophthalmichthys molitrix)
- Milchfisch (Chanos chanos)[13]
- Dicklippige Meeräsche (Chelon labrosus)
- Pangasius (Pangasianodon hypophthalmus)
- Regenbogenforelle (Oncorhynchus mykiss)[7]
- Stör (Acipenser sp.)[7]
- Steinbutt (Scophthalmus maximus)[7]
- Zander (Lucioperca sandra)[14]

#### Regenbogenforelle

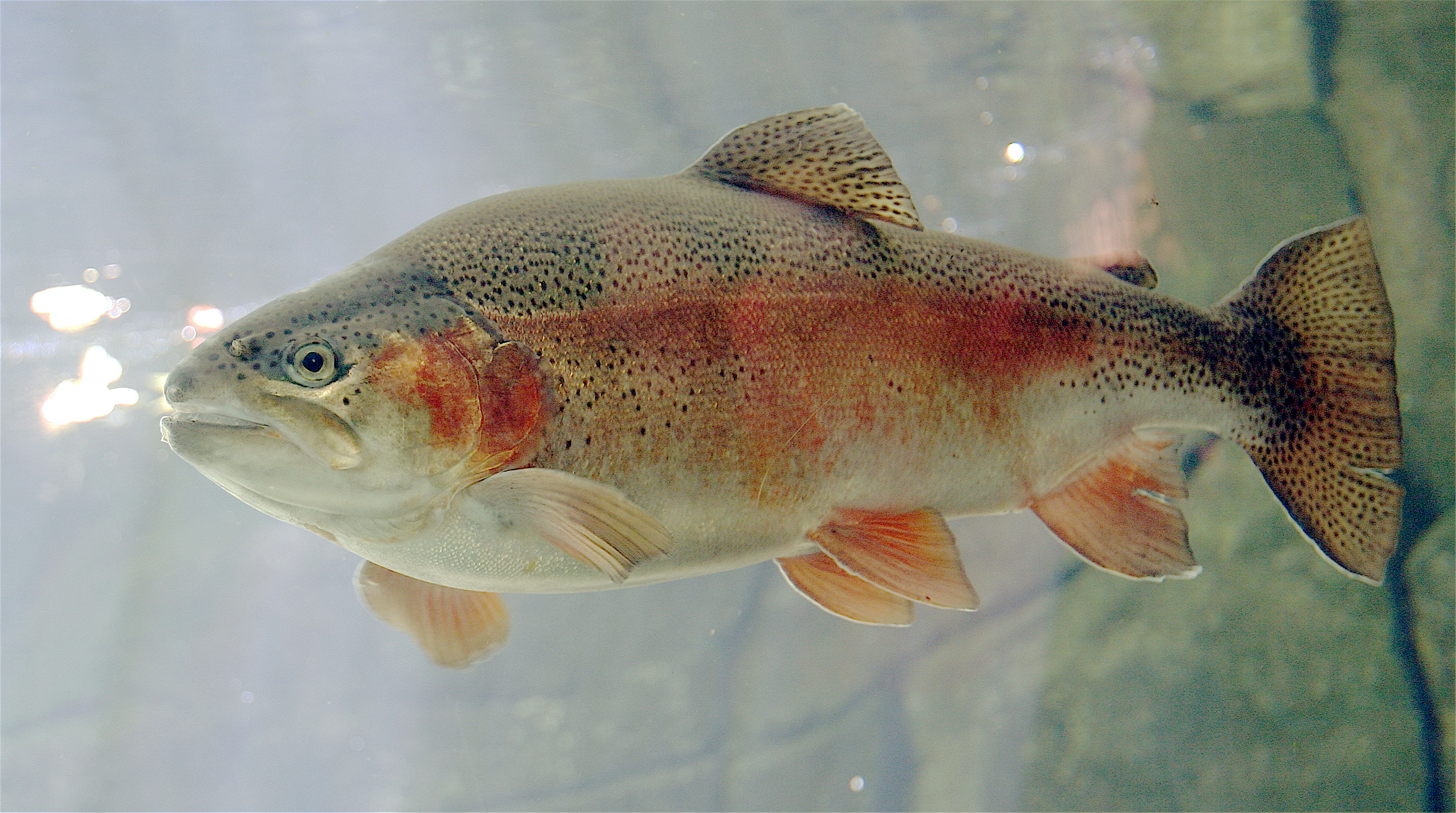
Regenbogenforelle

Die raschwüchsigen Regenbogenforellen (Oncorhynchus mykiss) sind von großer Bedeutung in der Aquakultur und werden hauptsächlich in sauerstoffreichen Teichen der Mittelgebirge und Süddeutschland gehalten. Regenbogenforellen eignen sich sowohl für die Teichwirtschaft als auch für Durchlauf-, Unterwasser-, Silo- und Rinnenanlagen mit höherem Technologieeinsatz. Aus der im 19. Jh. von Max von Born eingeführten amerikanischen Regenbogenforelle haben sich im Lauf der Jahre in Deutschland verschiedene Rassen der einzelnen Züchter herausgebildet, die sich hinsichtlich in Laichzeitpunkt, Wachstumsgeschwindigkeit und Körperbau unterscheiden. Im Forschungsinstitut für Biologie landwirtschaftlicher Nutztiere (FBN) im mecklenburgischen Dummerstorf untersuchen Molekularbiologen im Projekt DIREFO (Different resistente Regenbogenforellen) die genetische und immunologische Variabilität von Forellenrassen hinsichtlich ihrer Reaktion auf abiogene Stressfaktoren. Ziel war es, widerstandsfähige Stämme zu isolieren, welche in einer stressigen Umgebung wie den Hälterbecken offener Anlagen mit hoher Besatzdichte, weniger krankheitsanfällig sind und größere Temperaturschwankungen vertragen. Ergebnis dieser Züchtung ist die Regenbogenforellenlinie „Born“. Born-Forellen tolerieren höhere Salzgehalte im Wasser (Brackwasser), sind auch bei hoher Besatzdichte wenig stress- und krankheitsanfällig und haben insgesamt eine höhere Fitness als vergleichbare Regenbogenforellenrassen. Die Energiebilanz der Born-Linie ist zugunsten der Stressverarbeitung verschoben, dennoch weist das Fleisch kaum qualitative Einbußen auf.
Regenbogenforellen mit triploidem Gensatz weisen die höchsten Wachstumsraten auf und erreichen schnell ihre Endgröße. Besonders in Kanada und Dänemark wurde züchterisch an triploiden Forellen gearbeitet. Triploide Forellen liefern eine signifikant höhere Schlachtkörperausbeute.
Die aktuell größte Regenbogenforelle mit 24 Kilogramm wurde 2009 aus dem Lake Diefenbaker in Saskatchewan in Kanada gefangen, 2007 eine annähernd so schwere Forelle von 21 Kilogramm. Die triploiden Tiere stammten vermutlich aus transgenem Tiermaterial einer benachbarten Forellenfarm, welche in den Stausee entkamen.
Dänemark gehörte zu den Pionieren der Lachs- und Regenbogenforellenhaltung in Aquakultur. Seit 1950 in mariner Käfighaltung und seit den 1970er-Jahren in Aquakultur. Seit 1987 existieren Gesetzesauflagen, welche zur Vermeidung der Eutrophierung die Freisetzung von mit Nährstoffen angereicherten Abwässern aus der Forellenhaltung in natürliche Gewässer regulieren. Bereits 1914 gab es in Dänemark 140 Forellenfarmen, die Stückgewichte von 250 bis 350 Gramm (handelsübliche „Portionsforellen“) für den Export produzierten. Ein weiterer Absatzmarkt ist der Verkauf von Großforellen bis 15 Kilogramm in Put-&-Take-Angelteichen. Durch den technischen Fortschritt konnte das Verhältnis des eingesetztem Futters zu erwirtschaftetem Fisch nachhaltig optimiert werden; so werden mittlerweile nur noch 0,95 Kilogramm Trockenfutter für die Produktion von einem Kilogramm Forellenfleisch (mit ca. 75 Prozent Wassergehalt) benötigt.

#### Karpfen

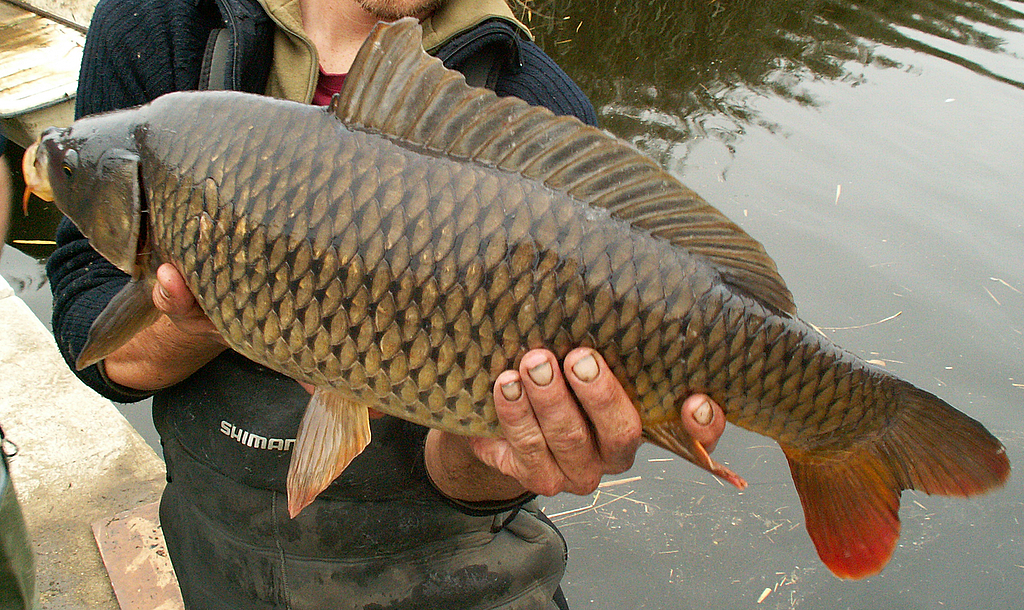
Karpfen

Der Karpfen gehört zu den wichtigsten Speisefischen der Aquakultur und Teichwirtschaft und wird weltweit in über 80 Ländern produziert. Beim Anteil an der weltweiten Gesamterzeugung belegte der Karpfen (im Jahr 2020) mit etwa 8,6 Prozent den dritten Platz, nach dem Silberkarpfen (10 %) und dem und der Graskarpfen (12 %). Zu den Hauptproduzenten in Europa gehören Tschechien, Polen, Ungarn und Deutschland. In Asien, wo Karpfen bereits seit 2500 Jahren in Teichen gezüchtet werden, liegt der globale Schwerpunkt der Produktion insbesondere in der Volksrepublik China, sowie in Myanmar und Indonesien. Infolge der über Jahrhunderte betriebenen Auslesezüchtung sind zahlreiche lokale Varietäten und Rassen entstanden.
Im Unterschied zur semi-extensiven Teichwirtschaft, wo Karpfen einen großen Bestandteil ihrer Nahrung in ihrer natürlichen Umgebung suchen, werden in der Aquakultur Karpfen ab einer bestimmten Größe bis zur Schlachtreife in Bassins gemästet. Dadurch, dass der Karpfen den Großteil seiner Nahrung am Boden aufnimmt, erhält sein Fleisch einen schlammigen und unerwünschten Beigeschmack, den er erst nach Hälterung für gewisse Zeit in klarem Wasser verliert.
In Deutschland erprobte die Bundesforschungsanstalt für Fischerei ab 1971 die ganzjährige Warmwasserhaltung von Karpfen in Kreislaufwirtschaft und Durchlaufanlagen, was zu einem wesentlich schnelleren Wachstum, Geschlechtsreife und Erreichen der Schlachtreife dieser zentralasiatischen und sehr wärmeliebenden Fischart führte. Später wurde auch Prozesswärme von Braunkohlekraftwerken genutzt, um eine konstante Wassertemperatur von 23 °C zu erreichen, was den Fischen ganzjähriges Wachstum ermöglicht.

#### Tilapien

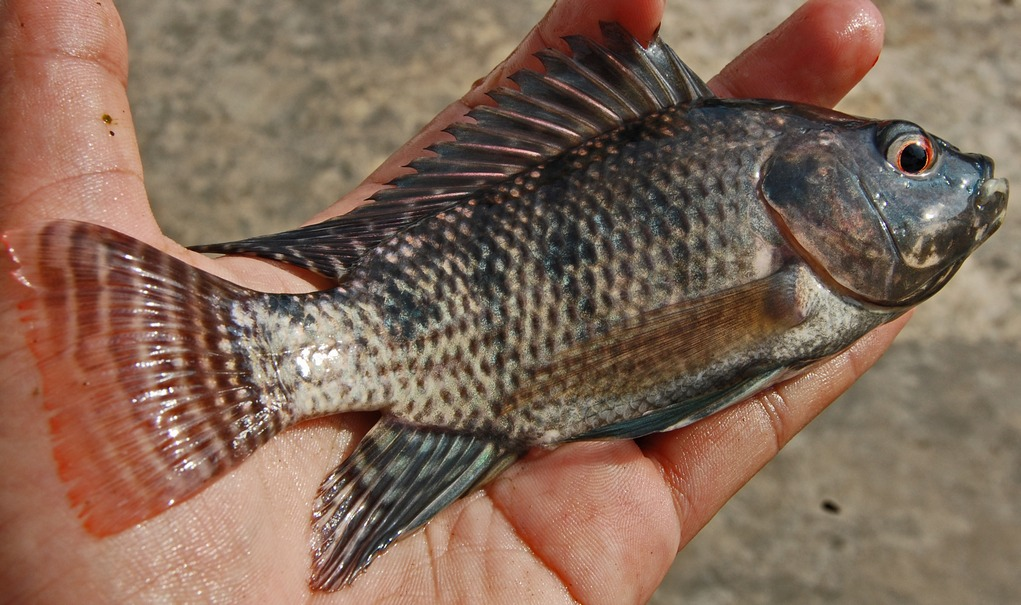
Tilapia

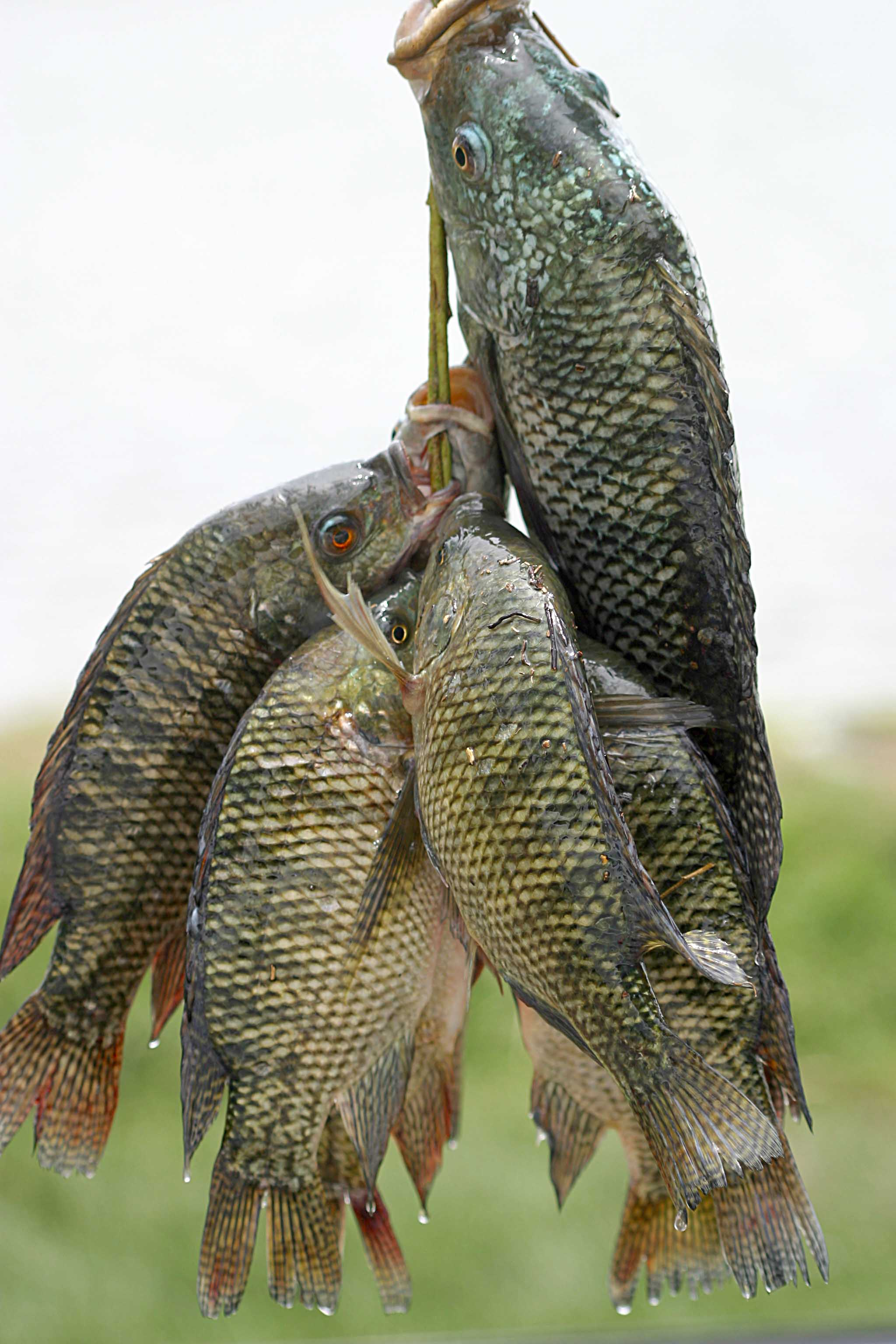
Tilapia-Buntbarsche

In der globalen Aquakultur zählen die, aus den Tropen und Subtropen stammenden Tilapia-Buntbarsche, mit einer Jahresproduktion von rund 4,5 Mio. t (Stand: 2020) zu den vier wichtigsten Fischarten. Insbesondere Nil-Tilapien (Oreochromis niloticus), lassen sich leicht vermehren, stellen geringe Ansprüche an ihre Umwelt und kommen mit pflanzlicher Kost aus. In Ägypten werden sie bereits seit langer Zeit als Speisefische geschätzt, wie 4000 Jahre alte Wandzeichnungen belegen.
Die schnell wachsenden Maulbrüter weisen neben einer hohen Reproduktionsquote, Robustheit gegenüber Umwelteinflüssen bei geringer Krankheitsanfälligkeit auf und werden daher weltweit in großer Zahl in Aquakulturen produziert. Die drei kommerziell genutzten Buntbarsch-Gattungen Coptodon, Sarotherodon und Oreochromis gehörten früher zur Gattung Tilapia. Heute unterscheidet man sie auf Grund des Fortpflanzungsverhaltens: siehe Tabelle.
| Gattung      | Fortpflanzungsverhalten                                                           |
| ------------ | --------------------------------------------------------------------------------- |
| Oreochromis  | Nestbauer und Maulbrüter, nur Weibchen brüten                                     |
| Coptodon     | Nestbauer und Bodenbrüter, beide Geschlechter kümmern sich um Eier und Jungfische |
| Sarotherodon | Nestbauer und Maulbrüter, beide Geschlechter brüten                               |

Tilapien werden wegen ihrer hohen Wassertemperaturansprüche (20–30 °C) auch als water chicken bezeichnet. Das Optimum liegt bei 25 °C. Tilapien zeichnen sich durch eine hervorragende Futterverwertung aus. Oreochromis niloticus beispielsweise ist euryphag (allesfressend), kann mit Abfällen aus Haus- und Landwirtschaft gefüttert werden und filtert neben Wasserpflanzen sogar größere Algen aus dem Wasser heraus. In größeren Anlagen werden hauptsächlich die Arten Oreochromis niloticus, Oreochromis mossambicus und Oreochromis aureus gezüchtet.
Geschlechtsreife Tilapien (nach sechs Monaten) vermehren sich sechs- bis achtmal im Jahr, was zu einem Aufbau von großen Beständen führt. Beachtet werden muss, dass brütende Tiere ein starkes Revierverhalten zeigen und in dieser Zeit ihre Artgenossen tödlich verletzen können.
Der Nilbuntbarsch (Oreochromis niloticus) ist in extensiver (Teichwirtschaft) und intensiver Haltung (Aquakultur) von großer wirtschaftlicher Bedeutung in 85 Ländern Afrikas, Asiens und Amerikas. Bedeutende Aquakulturen mit Tilapien gibt es in der Volksrepublik China, in Indonesien, auf den Philippinen, in Thailand, in Vietnam und auf Taiwan. Taiwan exportiert beispielsweise Tilapien für den japanischen Sashimi-Markt. Neben Karpfen und Salmoniden stehen Tilapia-Buntbarsche an dritter Stelle der Nutzfische in Süßwasserproduktion.
Die Vereinigten Staaten importieren jährlich 56.000 Tonnen Tilapiafilets (größtenteils aus Mexiko aber auch Honduras, Costa Rica und Ecuador). Der europäische Markt wird aus Israel und afrikanischen Ländern wie Sambia bedient. In der Produktionstechnologie sind israelische Unternehmen wie APT Aquaculture Production Technology Ltd. Marktführer.
Bei entsprechender Fütterung erreichen Tilapien nach neun Monaten ein Gewicht von durchschnittlich 500 Gramm. In intensiver Masthaltung können Besatzdichten von 100 Individuen pro Kubikmeter verwendet werden.
Die Anlagen können mit unterschiedlicher Intensität gefahren werden, über sehr einfach (einfache extensive Teichwirtschaft mit wenig Kontrolle über Wasserqualität, minimaler Fütterung und geringem Ertrag) bis hin zu hochkomplex mit sinkenden Produktionskosten und hohem Fischertrag/genutzter Fläche. Fischbesatz mit mehr als 1,5 Kilogramm pro Kubikmeter erfordert Krankheits- und Schädlingskontrolle sowie künstliche Anreicherung des Wassers mit Sauerstoff.

“To produce tilapia in a cost effective manner, production systems must be capable of maintaining proper levels of these water quality variables during periods of rapid fish growth. To provide for such growth, tilapia are fed high protein pelleted diets at rates ranging from 1.0% to 30% of their body weight per day depending upon their size and species.”

#### Pangasius

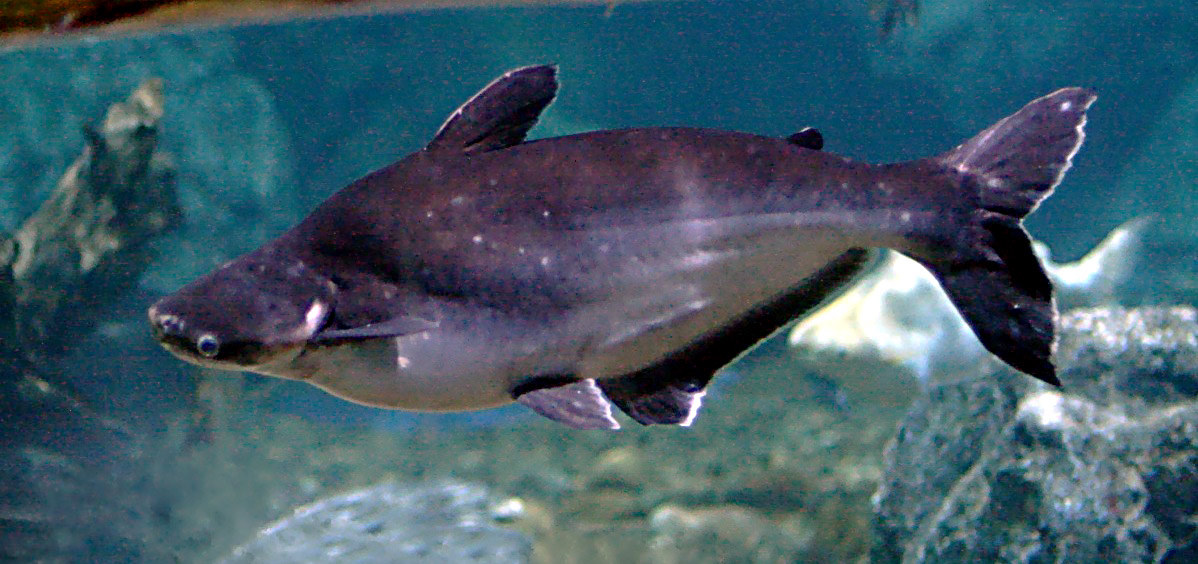
Pangasiuswels

Garnelen-Wachstumsteich in Südkorea

Die Produktion von Pangasiuswelsen nimmt aufgrund ihres weißen und sehr fettarmen Fleisches weltweit stark zu und auch in Europa wird Pangasiusfilet stark nachgefragt. Haupterzeugerland mit einem Marktanteil von 90 Prozent ist derzeit Vietnam.
Eines der Hauptabnehmerländer in der Europäischen Union ist Polen. Kommerziell genutzte Arten sind Pangasius hypophthalmus und Pangasius bocourti, wobei letzterer einen etwas höheren Fettanteil aufweist. In den 1990er-Jahren begannen der französische Fischereibiologe Marc Legendre in Vietnam mit der genetischen Verbesserung von Pangasiuswelsen. Die Produktion ist aufgrund des geringen Sauerstoffbedarfs und der Robustheit dieser allesfressenden Fische relativ unproblematisch. Die Aufzucht erfolgt in Teichen, Schwimmkäfigen und Netzgehegen. Das Schlachtgewicht von 1,5 bis 2 Kilogramm wird bei entsprechender Fütterung bereits nach sechs Monaten erreicht. In der traditionellen asiatischen Teichwirtschaft wird Pangasius mit Pflanzenabfällen gefüttert, für die schnelle agroindustrielle Mast haben sich Pellets (häufig aus der Reisverarbeitung) mit einem Eiweißgehalt von 26 Prozent und einem Fettgehalt von 5 Prozent durchgesetzt. Auch Futtermittel aus Fischmehl und -öl werden eingesetzt. Zur Verbesserung der Absatzchancen auf dem relativ neuen europäischen Markt haben vietnamesische Fischfarmer ein Qualitätsmanagement nach dem Qualitätswerkzeug Gefahrenanalyse und kritische Kontrollpunkte (HACCP) und nach ISO 9001:2000-Normen implementiert.

### Krebstiere
- Flusskrebse[31]
- Europäischer Hummer[31]

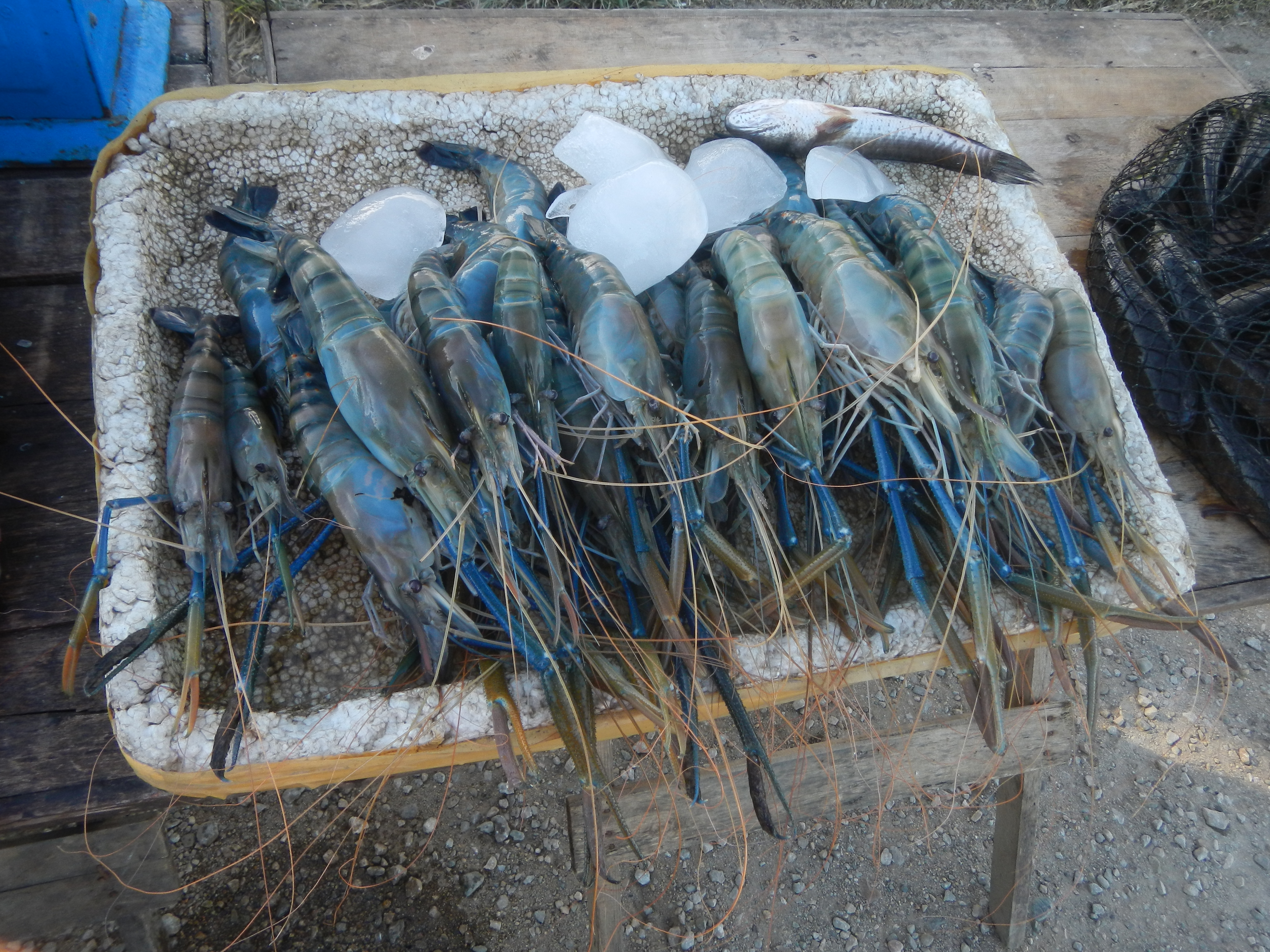
Zu den Krebstieren, die in Aquakultur gezüchtet werden zählt auch die Rosenberggarnele

- Diverse Spezies von Garnelen[31], insbesondere die Schwarze Tigergarnele[32] und die Weißfuß-Garnele[33]
- Süßwassergarnelen, aus der zu den Felsengarnelen zählenden Gattung der Großarmgarnelen (Macrobrachium), wo insbesondere die Rosenberggarnele (Macrobrachium rosenbergii)[34] sowie Macrobrachium amazonicum[35] von wirtschaftlicher Bedeutung sind.

Allgemeine Qualitätsmerkmale bei der Zucht von Krebstieren sind neben der Besatzdichte (Haltungsdichte), die Zusammensetzung des Futters (bei Zufütterung), die Verwendung von Antibiotika sowie die Behandlung mit Antioxidationsmitteln (insbesondere Metabisulfit). Darüber hinaus wird zwischen schockgefrosteter Tiefkühlware und Frischware unterschieden, die in der Spitzengastronomie im Idealfall lebend ausgeliefert wird.
(siehe auch: Garnelenzucht)

### Weichtiere

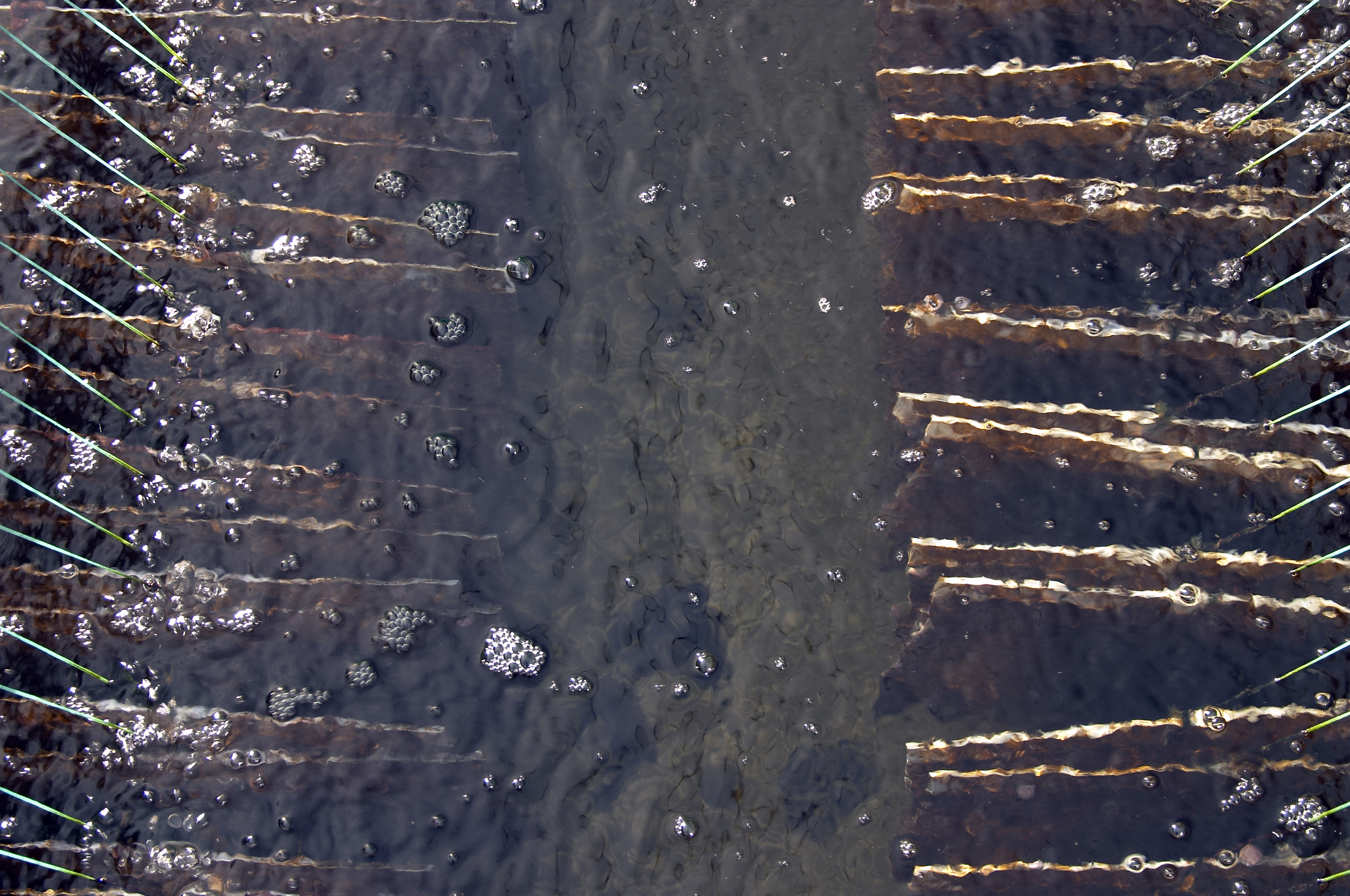
Aufnahme einer Abalone

- Austern[37], insbesondere die Pazifische Auster[38], sowie die Europäische Auster[39] (siehe auch Austernzucht)
- Kammmuscheln (einschließlich der Jakobsmuschel)[37]
- Miesmuscheln[39], wie die Gemeine Miesmuschel[40] und die Mittelmeer-Miesmuschel[41]
- Abalone[39][42]
- Grünschalmuscheln[39]

Versuche Echte Kraken wie z. B. Gewöhnliche Kraken, von denen jährlich über 300.000 t gefangen und vermarktet werden, in Aquakultur zu züchten, ist bisher (Stand 2023) aufgrund des komplexen Lebenszyklus der Tiere nicht geglückt.

### Frösche

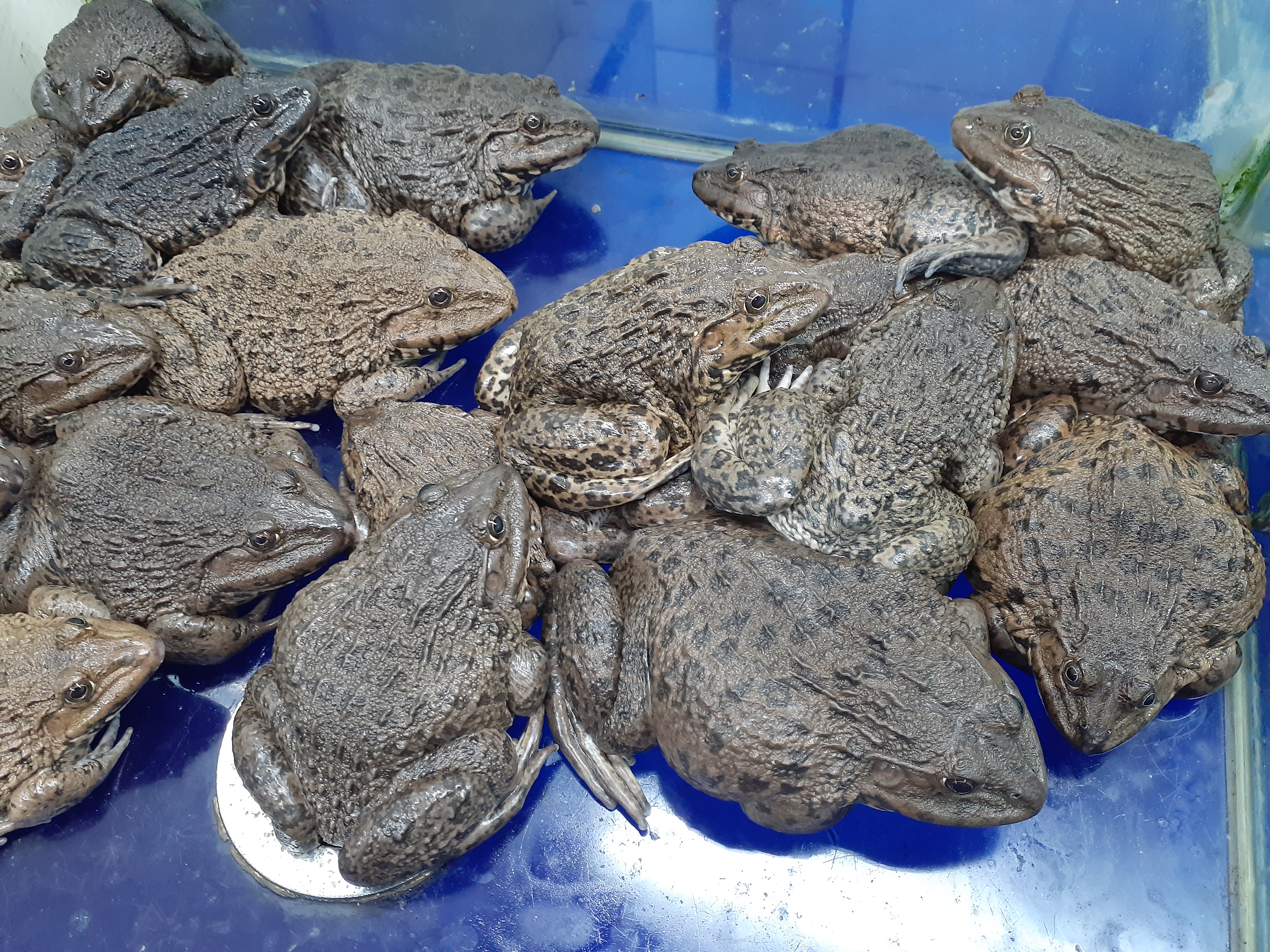
Für den Verzehr bestimmte Frösche werden in Shenzhen (VR China) angeboten

Frösche bzw. Froschschenkel werden sowohl in Europa als auch den USA und der Karibik gern gegessen. Um Wildfänge einzugrenzen und eine gesicherte Qualität anbieten zu können, werden mittlerweile zahlreiche Arten in Aquakultur gezüchtet, wobei größere Betriebe vor allem in Asien, Südamerika und den USA zu finden sind. Für das Jahr 2017 schätzte die Chinesische Akademie der Ingenieurwissenschaften den Wert der chinesischen Froschzuchten auf rund 7 Mrd. UD-Dollar. Die Importe in die EU gingen zwischen 2010 und 2019 um gut 12 Prozent zurück, wobei der stärkste Rückgang in Belgien verzeichnet wurde.
Folgende Arten werden bereits in Aquakulturen gezüchtet:
- Nordamerikanischer Ochsenfrosch (Rana catesbeiana); die am häufigsten in Aquakultur gezüchtete Art[46]
- Asiatischer Ochsenfrosch (Hoplobatrachus tigerinus)
- Chinesischer Ochsenfrosch (Hoplobatrachus rugulosus)
- Seefrosch (Pelophylax ridibundus)
- Türkischer Wasserfrosch (Pelophylax bedriagae)[47]

Im Zusammenhang mit Fröschen aus Aquafarming kritisieren Wissenschaftler unter anderem fehlende, international verbindliche Haltungs- und Hygienestandards. Ein weiterer Kritikpunkt ist, dass entkommene Arten aus Froschfarmen sich als Neobiota ausbreiten, einheimische Froscharten zurückdrängen und so das ökologische Gleichgewicht gefährden können.

### Algen

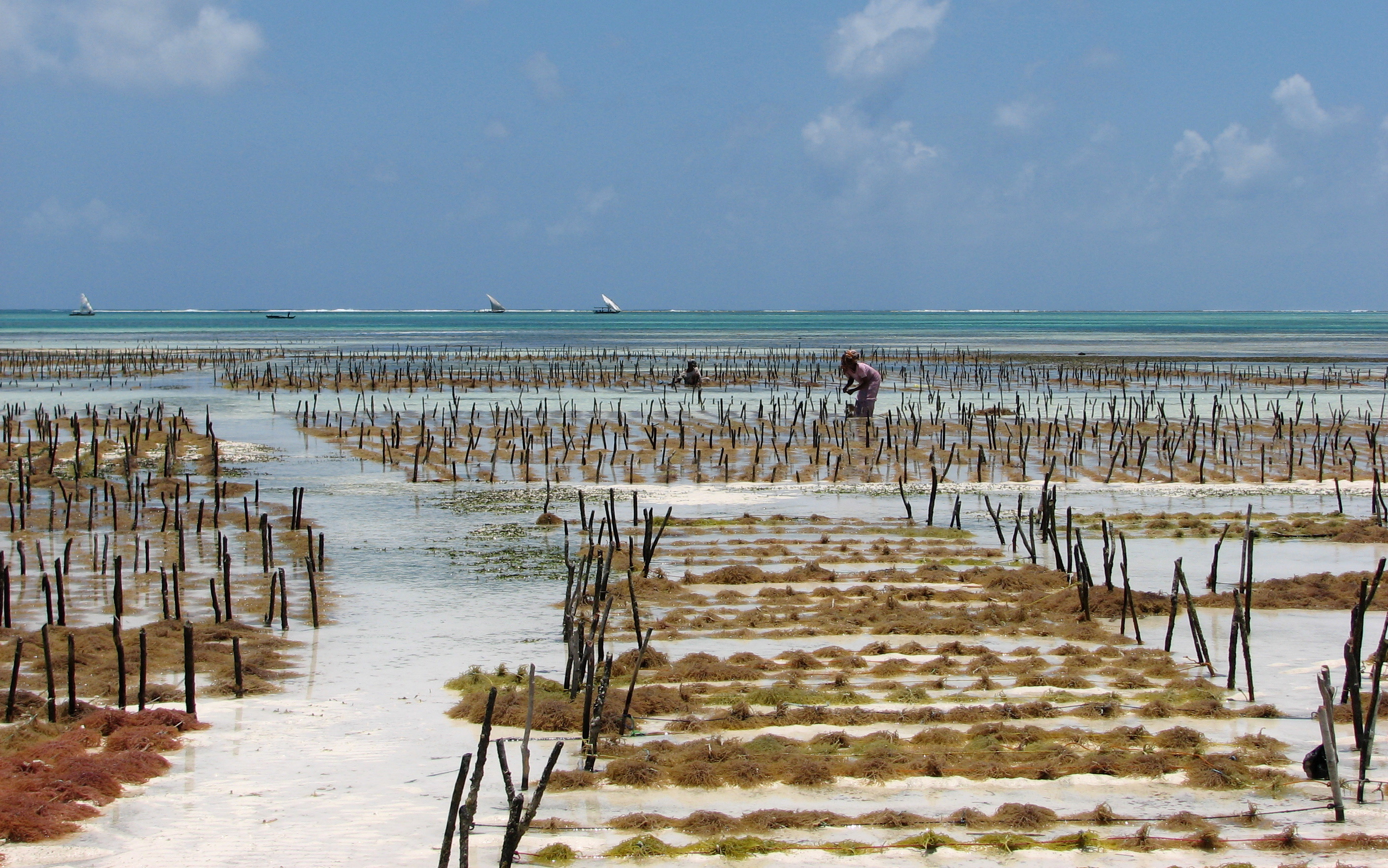
Anbau von Rotalgen, Sansibar

Der Anteil von Algen, die in Aquakultur gezüchtet werden, machte 2021 rund 20 Prozent der gesamten Biomasse aus Aquakultur aus. Sie nahm um etwa 8 Prozent jährlich zu.
Verwendungsmöglichkeiten beinhalten die Verwendung als Nahrungs- oder Futtermittel sowie als Zutat in der Kosmetik- und Düngemittelindustrie.
- Braunalgen wie Undaria pinnatifida, Sargassum fusiforme oder Japanischer Blatttang (Saccharina japonica)[50][51]
- diverse Saccharina-arten, einschließlich Zuckertang[48][49]
- Rotalgen, z. B. der Gattungen Eucheuma, Pyropia[52] (siehe auch Nori) und Gracillaria[51]
- Seegras, wie z. B. Kappaphycus alvarexii
- Mikroalgen: Euglena und Chlorella (für die Erzeugung von Biokraftstoff)[51]

Früher wurden Organismen der Gattung Spirulina, die ebenfalls angebaut werden, zu den Blaualgen gezählt, mittlerweile ist jedoch klar, dass es sich hierbei um Cyanobakterien handelt.

## Weltweit bedeutende Aquakulturunternehmen

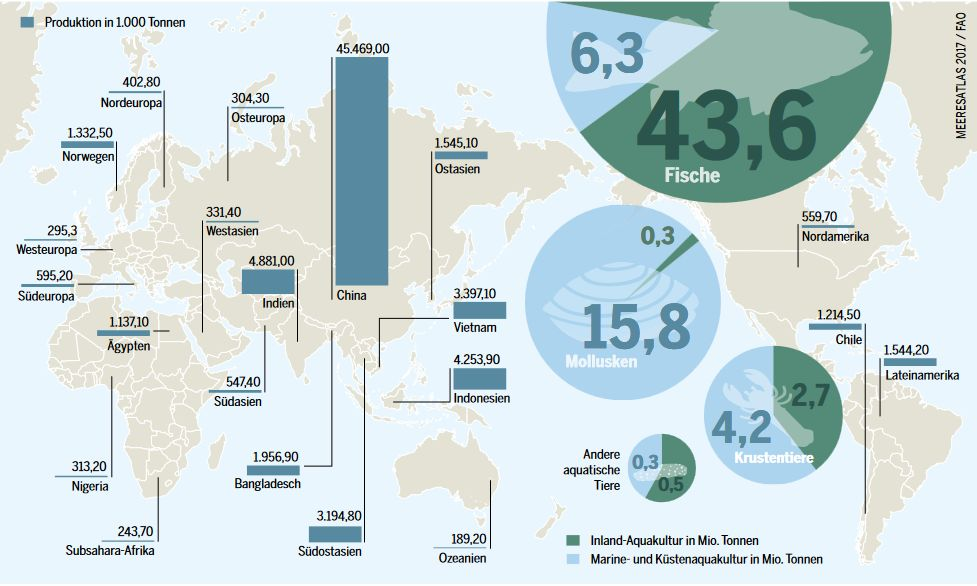
Die größten Aquakulturproduzenten für Zuchtfische und Meeresfrüchte in aller Welt nach Ländern

- Blue Ridge Aquaculture, Inc., Martinsville, Virginia, USA (weltgrößter Tilapia-Produzent)[55]
- Nutreco Aquaculture Holding N.V., Amersfoort, Niederlande (weltgrößter Aquakulturfarmer)[56]
- Mowi ASA, Oslo, Norwegen
- AKVA Group ASA, Bryne, Norwegen
- Taiwan Aquaponics Association, Taiwan
- Open Blue (Betreiber der größten Marikulturfarm)

### Aquakultur in Deutschland
2019 wurden in Deutschland 18.500 t Fisch aus Aquakulturen geerntet:
| Art                    | Menge in t |
| ---------------------- | ---------- |
| Regenbogenforelle      | 6.200      |
| Karpfen                | 4.600      |
| Lachsforelle           | 1.600      |
| Elsässer Saibling      | 1.600      |
| Aal                    | 1.200      |
| Afrikanischer Raubwels | 1.200      |

Dazu wurden 19.000 t Muscheln aus der Nordseezucht geerntet. Mit anderen Meeresfrüchten sowie Rogen/Kaviar betrug die Gesamtproduktion etwa 38.000 t. Dem stand in Deutschland ein Verbrauch von 401.000 t gegenüber.

### Aquakultur in der Schweiz
In der Schweiz ist die Aquakultur in den letzten Jahren stark gewachsen (Stand 2020). Das Bundesamt für Lebensmittelsicherheit und Veterinärwesen beabsichtigt deshalb eine Koordinationsstelle für die Schweizer Aquakultur aufzubauen.

## Entwicklung

Von 1954 bis 2014 ist der Anteil der in Aquakultur gezüchteten Tiere für den menschlichen Verzehr stetig gestiegen. 2004 überstieg er den Anteil aus Wildfang.

Weltweite Fischfangmenge seit 1950

Meeresfischproduktion weltweit, Wildfang, Aufzucht, Gesamt, 1950–2004

Die Aquakultur und die Aquakulturtechnologie ist ein weltweit stark wachsender Markt; 2009 stammten laut der FAO 55 Millionen Tonnen Fisch aus Aquakulturen, das war etwas mehr als ein Drittel der insgesamt 145 Millionen Tonnen gefangenen Fisches. In Shrimp-Farmen wurden 2003 mehr als 1,6 Millionen Tonnen an Krebstieren herangezogen. Ihr Marktwert betrug nahezu neun Milliarden US-Dollar. Im Jahre 2018 wurden nach Angaben der FAO in Aquakulturen 54 Millionen Tonnen Fisch, 18 Millionen Tonnen Weichtiere (Austern, Muscheln und Schnecken), 9 Millionen Tonnen Krebstiere (in der Mehrzahl Garnelen) sowie 1 Million Tonnen anderer Wassertiere (wie Frösche) mit einem Gesamtwert von über 220 Milliarden Euro produziert.
Zwischen 1990 und 2003 erreichte das durchschnittliche jährliche Wachstum zehn Prozent. Besonders stark in der Aquakultur vertreten ist China, das 2006 gemäß der offiziellen Statistik der FAO 70 Prozent der weltweiten Produktion auf sich vereinigte. Das Wachstum der Aquakultur allgemein läge ohne den chinesischen Beitrag bei nur fünf Prozent.
Vorteile von Aquakulturen gegenüber traditionellem Fischfang liegen einerseits in niedrigeren Preisen (der Preis für Lachs aus Aquakulturen hat sich seit dem Beginn der 1980er-Jahre um etwa 80 % reduziert) und in dem kontinuierlichen und planbaren Aufkommen. Während beispielsweise das Aufkommen von wildem Lachs starken Schwankungen unterliegt, ist der Ertrag aus Aquakulturen gleichmäßiger und leichter zu prognostizieren, was es Supermärkten erleichtert, die Fische in ihr Angebot zu integrieren.
2021 züchtete die Aquakulturindustrie etwa die Hälfte des weltweiten Fischbedarfs und war – mit einem Wert von mehr als 260 Milliarden Dollar – das am schnellsten wachsende Segment der globalen Nahrungsmittelproduktion. 2022 wurden dann zum ersten Mal mehr Fische und Meerestiere in Aquakulturen gezüchtet, als wild gefangen.

## Gesundheitliche Folgen für die Fische
Die mit dieser Form von Intensivhaltung einhergehenden hohen Besatzdichten und stressgeschwächten Immunsysteme machen die Fische anfällig für verschiedene Arten von Krankheiten, darunter Flossenverletzungen durch ständiges Reiben an Artgenossen, Katarakt sowie Parasitenbefall.
Da Fische ebenfalls ein Schmerzempfinden besitzen, kritisieren Tierrechtsorganisationen wie die Albert Schweitzer Stiftung für unsere Mitwelt die aktuellen Verhältnisse und fordern Verbesserungen der Haltungsbedingungen.

## Ökologische Folgen
Probleme ergeben sich aus der Überdüngung von Gewässern, insbesondere in marinen Aquakulturen, aufgrund nicht vollständig verwerteter Nahrung, Ausscheidung der Fische und toten Fischen. Zusätzlich sind die in unnatürlich großen und dichten Verbänden gehaltenen und in Hinblick auf maximale Erträge gezüchteten Fische krankheitsanfälliger als Wildfische und benötigen deshalb Antibiotika oder andere Mittel gegen Parasiten, die ebenfalls die Ökosysteme der Umgebung und die menschliche Gesundheit gefährden. Technischer Fortschritt führt teilweise zu einer Linderung der Folgen: Ausscheidungen norwegischer Lachse wurden zwischen 1975 und 2003 von etwa 180 Kilogramm auf 30 Kilogramm pro produzierter Tonne Fisch reduziert. Eingesetzte Antibiotika entsprachen im Jahr 2003 etwa 0,5 Prozent der Menge, die noch 1990 notwendig war.
Vor allem in Ländern mit niedrigen ökologischen Standards in Südostasien hatte die Ausbreitung von Aquakulturen negative Folgen. Beispielsweise gingen im Mekong-Delta seit 1975 etwa 70 Prozent der Mangrovenbestände verloren. Ein großer Teil dieser Verluste wird der Garnelenzucht angerechnet.
Auch besteht die Gefahr, dass Fische ausbrechen und sich mit natürlichen Beständen vermischen oder sie verdrängen können. Beispielsweise sind in den 1990er-Jahren insgesamt etwa eine Million atlantischer Lachse an der amerikanischen Westküste aus Kulturen entkommen und haben sich dort außerhalb ihres natürlichen Verbreitungsgebietes etabliert. Dieser Nachteil wird wohl in Zukunft durch die Nutzung von Indoor-Fischzuchtanlagen aufgehoben. Hier ist eine völlige Isolation vom umgebenden Ökosystem gewährleistet.
Als Vorteil von Aquakulturen ist zu bewerten, dass sie der Überfischung der Meere entgegenwirken und eine neue Nahrungsquelle darstellen. Dies trifft allerdings nur auf einen Teil der Aquakulturen zu. Fleischfressende Fische wie Lachse oder Forellen benötigen tierisches Eiweiß, das häufig aus wilden Fischen gewonnen wird (Fischmehl). Um ein Kilogramm Fisch zu züchten, benötigt man ungefähr vier Kilogramm Futter. Nur pflanzenfressende Fische wie etwa der Karpfen können die Meere tatsächlich entlasten. Im Jahr 2003 waren etwa 80 Prozent der weltweiten Bestände in Aquakulturen Pflanzen- oder Allesfresser.
Indirekt schädlich ist vor allem der durch die Aquakulturindustrie gestiegene Bedarf an – und Verbrauch von – Fischmehl als Futter für die Aufzucht. Fischmehl macht – je nach Fisch – zwischen 50 und 90 Prozent der Betriebskosten der Aquakulturindustrie aus und ist Stand 2021 die einzige kommerziell nutzbare Futterquelle. Dabei verbrauchen die Aquakulturfarmen teilweise mehr Fisch als sie später wiederum an Supermärkte und Restaurants liefern. Beispielsweise kann ein gezüchteter Thunfisch mehr als das Fünfzehnfache seines Gewichts an frei lebenden Fischen fressen, die zu Fischmehl verarbeitet wurden. Tatsächlich enden etwa ein Viertel aller weltweit im Meer gefangenen Fische als Fischmehl. Dieser gestiegene Bedarf führt zur Überfischung in einigen Küstengebieten Afrikas, wodurch wiederum die Lebensgrundlage der einheimischen Bevölkerung gefährdet wird.
Für Pazifische Lachse der Gattung Oncorhynchus wurde nachgewiesen, dass sich das aus atlantischen Aquakulturen stammende Piscine Orthoreovirus-1 (PRV-1) unter pazifischen Wildpopulationen verbreitet hat.

## Belege
1. ↑  Auf einen Blick: Aquakultur in Zahlen Aquakulturinfo, abgerufen am 6. November 2023
2. ↑  Sendung vom 08.04.2008 – Kassensturz – SF1. 25. August 2010, archiviert vom Original (nicht mehr online verfügbar) am 25. August 2010; abgerufen am 5. August 2022.
3. ↑  Agintec: Situation. AGINTEC GmbH, Homburg/Saar, archiviert vom Original am 13. Oktober 2011; abgerufen am 17. Juli 2011.
4. ↑  Simona Caminada: Schweizer Premiere: Erste Lachse aus Lostallo. In: srf.ch. 21. September 2018, abgerufen am 27. September 2018.
5. ↑  Ökologische Aquakultur. In: praxis-agrar.de. Bundesinformationszentrum Landwirtschaft in der BLE, archiviert vom Original (nicht mehr online verfügbar) am 6. Mai 2021; abgerufen am 11. Juli 2024.
6. ↑  Aquaponics – Einstieg. (Memento vom 17. September 2009 im Internet Archive) In: Aquaponics-Blog. 25. April 2009.
7. 1 2 3 4 5 6 7 8 9  Fische. Arten in Aquakultur Bundesverband Aquakultur, abgerufen am 27. Oktober 2023
8. ↑  Cultured Aquatic Species Fact Sheet. Salmo salar (Linnaeus, 1758) Ernährungs- und Landwirtschaftsorganisation der Vereinten Nationen, abgerufen am 27. Oktober 2023
9. ↑  Fisheries and Aquaculture. Pacific Salmon Ernährungs- und Landwirtschaftsorganisation der Vereinten Nationen, abgerufen am 27. Oktober 2023
10. 1 2  Tilapia. Oreochromis niloticus Aquakulturinfo, abgerufen am 27. Oktober 2023
11. ↑  Dorade (Goldbrasse). Sparus aurata Aquakulturinfo, abgerufen am 27. Oktober 2023
12. 1 2  Karpfen. Cyprinus carpio Aquakulturinfo, abgerufen am 27. Oktober 2023
13. ↑  FAO Fisheries & Aquaculture. Abgerufen am 5. August 2022.
14. ↑  Zander. Sander lucioperca Aquakulturinfo, abgerufen am 27. Oktober 2023
15. ↑  Bundesanstalt für Landwirtschaft und Ernährung – BLE (Hrsg.): Agrobiodiversität in Deutschland erhalten und nachhaltig nutzen – Hochwertige Fische aus der Aquakultur (Seite dauerhaft nicht mehr abrufbar, festgestellt im März 2024. Suche in Webarchiven) (PDF, 180 kB).
16. ↑  Forschungsinstitut für Nutztierbiologie (FBN). Abgerufen am 5. August 2022.
17. ↑  ThB: SCHATTENBLICK. Abgerufen am 5. August 2022.
18. ↑  Vergleich der Mastleistung und Schlachtkörperzusammensetzung... (PDF; 552 kB) In: zuechtungskunde.de. Abgerufen am 5. August 2022.
19. ↑  Brandon Keim: 48-Pound Trout: World Record or Genetic Cheat? In: Wired. ISSN 1059-1028 (wired.com [abgerufen am 5. August 2022]).
20. ↑  FAO Fisheries & Aquaculture. Abgerufen am 5. August 2022.
21. ↑  Oceans and fisheries. Abgerufen am 5. August 2022 (englisch).
22. ↑  Ch. Meske: Warmwasser-Fischzucht Neue Verfahren der Aquakultur. In: Die Naturwissenschaften. Band 58, Nr. 6, Juni 1971, ISSN 0028-1042, S. 312–318, doi:10.1007/BF00624736 (springer.com [abgerufen am 5. August 2022]).
23. ↑  Von Karpfen und Kohle – brand eins online. Abgerufen am 5. August 2022.
24. ↑  Karpfen und Aale unter Kühltürmen. Abgerufen am 5. August 2022.
25. 1 2  Tilapia im Lexikon der Aquakulturtechnik.
26. 1 2 3 4  Tilapia Farming | AquaSol, Inc. Abgerufen am 5. August 2022.
27. ↑  Yonas Fessehaye: Natural mating in Nile tilapia (Oreochromis niloticus L.) Wageningen Institute of Animal Sciences, Wageningen 2006, ISBN 978-90-8504-540-3 (Dissertation), S. 11.
28. ↑  Website der Aquaculture Production Technology Ltd. (englisch)
29. 1 2  pangasius.at – Alles über den Pangasius – Wels. Abgerufen am 5. August 2022 (deutsch).
30. ↑  TT Agriculture – Vietnam basa (pangasius bocourti) hypobasa (pangasius hypophthalmus) farmer processer exporter. 23. April 2006, archiviert vom Original (nicht mehr online verfügbar) am 23. April 2006; abgerufen am 5. August 2022.
31. 1 2 3  Krebstiere. Arten in Aquakultur Bundesverband Aquakultur, abgerufen am 26. Oktober 2023
32. ↑  Schwarze Tigergarnele. Penaeus monodon Aquakulturinfo, abgerufen am 26. Oktober 2023
33. ↑  Weißfuß-Garnele. Litopenaeus vannamei Aquakulturinfo, abgerufen am 26. Oktober 2023
34. ↑  Rosenberggarnele. Macrobrachium rosenbergii Aaquakulturinfo, abgerufen am 26. Oktober 2023
35. ↑  Biology, Fisheries, and Aquaculture of the Amazon River Prawn Macrobrachium amazonicum: A Review Januar 2009 (engl.) Researchgate, abgerufen am 26. Oktober 2023
36. ↑  Lebensmittel auf dem Prüfstand. Garnelen – überzüchtet, gedopt, belastet? ZDFinfo, abgerufen am 6. November 2023
37. 1 2  The bivalve standard Aquaculture Stewardship Council, abgerufen am 26. Oktober 2023
38. ↑  Auster. Pazifische Felsenauster (Crassostrea gigas) Aquakulturinfo, abgerufen am 26. Oktober 2023
39. 1 2 3 4  Weichtiere. Arten in Aquakultur Aquakulturinfo, abgerufen am 26. Oktober 2023
40. ↑  Gemeine Miesmuschel Mytilus edulis Aquakulturinfo, abgerufen am 26. Oktober 2023
41. ↑  Mittelmeer-Miesmuschel. Mytilus galloprovincialis Aquakulturinfo, abgerufen am 26. Oktober 2023
42. ↑  Abalone verantwortungsvoll züchten und essen vom 30. August 2021 Aquaculture Stewardship Council, abgerufen am 26. Oktober 2023
43. ↑  N. Bertrams, I. Gercama und T. Taylor: Zu klug für eine Delikatesse? In: Süddeutsche Zeitung Nr. 284 vom 9./10. Dezember 2023, S. 38–39
44. ↑  Amphibious aquaculture: why frog farming is set for success 21. Dezember 2020 (engl.) Fish Site, abgerufen am 31. Oktober 2023
45. 1 2 3  M. Auliya, S. Altherr, C. Nithart et al.: Numerous uncertainties in the multifaceted global trade in frogs’ legs with the EU as the major consumer. Nature Conservation 51: 71–135 (2023) doi:10.3897/natureconservation.51.93868
46. ↑  Bullfrog März 2022 (engl.) Agricultural Marketing Resource Center, abgerufen am 31. Oktober 2023
47. 1 2  Jörg Plötner: Pelophylax cf. bedriagae. CABI Compendium, November 2009, doi:10.1079/cabicompendium.109855
48. 1 2  S. Corrigan, A. R. Brown, C. R. Tyler et al. (2022): Development and Diversity of Epibiont Assemblages on Cultivated Sugar Kelp (Saccharina latissima) in Relation to Farming Schedules and Harvesting Techniques Life, Vol. 13, Iss. 1, Jan. 2022, doi:10.3390/life13010209
49. 1 2  Aquaculture. Seaweed Aquaculture National Oceanic and Atmospheric Administration, abgerufen am 26. Oktober 2023
50. ↑  Japanischer Blatttang. Saccharina japonica Aquakulturinfo, abgerufen am 31. Oktober 2023
51. 1 2 3  Learn more about seaweed Aquaculture Stewardship Council, abgerufen am 26. Oktober 2023
52. ↑  Nori. Porphyra spp. Aquakulturinfo, abgerufen am 31. Oktober 2023
53. ↑  Spirulina. Cyanobakterien Aquakulturinfo, abgerufen am 31. Oktober 2023
54. ↑  Meeresatlas 2017, dort S. 13 (PDF; 23 MB)
55. ↑  blueridgeaquaculture.com
56. ↑  Recirculating Aquaculture Systems
57. ↑  Bild der Wissenschaft 11/2020, S. 93: Hartmut Netz "Fisch statt Kuh"
58. ↑  Aufbau einer Koordinationsstelle für die Schweizer Aquakultur. Agrarforschung Schweiz, 28. April 2021, abgerufen am 5. Mai 2021.
59. ↑  Meeresatlas 2017. Abgerufen am 5. August 2022.
60. ↑  Axel Bojanowski: Uno-Fischereireport: Jeder fünfte Fisch stammt aus Chinas Farmen. In: Der Spiegel. 31. Januar 2011, ISSN 2195-1349 (spiegel.de [abgerufen am 5. August 2022]).
61. ↑  Ferdinand Dyck: Gärten voller Fische. Die Menschheit verzehrt so viel Fisch wie nie zuvor – nur Aquakultur kann den Hunger stillen. Moderne Aquaponik-Systeme tun das sogar nachhaltig. In: P.M., Nr. 10/2020, S. 52–59, hier S. 56.
62. 1 2 3 4 5 6  The promise of a blue revolution. In: The Economist. ISSN 0013-0613 (economist.com [abgerufen am 5. August 2022]).
63. 1 2  Ian Urbina: Chinas Trawler fischen Afrikas Küsten leer – für unseren Lachs aus Norwegen. In: Der Spiegel. Abgerufen am 10. Mai 2021.
64. ↑  Neuer UNO-Bericht – Fischzucht überholt mengenmässig erstmals Wildfang. In: srf.ch. 8. Juni 2024, abgerufen am 8. Juni 2024.
65. ↑  Der Kenntnisstand zu Tierschutz und Welfare in der Speisefischproduktion. (PDF; 716 kB) Literaturstudie um Status Quo in Praxis und Wissenschaft. Forschungsinstitut für biologischen Landbau, Oktober 2012, abgerufen am 28. März 2024.
66. ↑  Fische in Aquakultur. Vermeidbarkeit und Forderungen. Albert Schweitzer Stiftung für unsere Mitwelt, archiviert vom Original (nicht mehr online verfügbar) am 13. Februar 2024; abgerufen am 4. März 2024.
67. ↑  Hannes Jaenicke-Doku "Im Einsatz für den Lachs" – Warum Zuchtlachs gefährlich für die Umwelt ist. Abgerufen am 15. Oktober 2020 (deutsch).
68. ↑  Gideon J. Mordecai et al.: Aquaculture mediates global transmission of a viral pathogen to wild salmon. In: Science Advances. Band 7, Nr. 22, 2021, eabe2592, doi:10.1126/sciadv.abe2592. 
Salmon virus originally from the Atlantic, spread to wild Pacific salmon from farms: Study. Auf: eurekalert.org vom 26. Mai 2021.